# Xanaxtasia
Xanaxtasia, nombre artístico de Diego Muñoz, es una drag queen peruana. A través de su personaje aborda la comedia y sátira, además de temas incómodos como la homofobia y la discriminación, desafiando los estereotipos y promoviendo la inclusión.

## Carrera artística
El reality RuPaul's Drag Race despertó en Diego la curiosidad de cómo sería crear un personaje que sea llamativo, pero que lleve un mensaje, no solo que haga reír. Jamás pensó que este sería una mujer. Xanaxtasia inicialmente se creó como un ser de terror, con el tiempo, el personaje se transformó en “la rubia, celebridad, inalcanzable, ganadora de Oscars, ex de Brad Pitt”.
El nombre Xanastasia nació por la idea de utilizar como nombre drag una sola palabra. Lo primero que se cruzó por su cabeza fue la princesa de Anastasia, hija del Zar Nicolás II, e inició con un juego de palabras y lo unió con Xanax, un fármaco para controlar la ansiedad y los ataques de pánico.
En sus inicios se presentó en diversas discotecas y eventos para la “comunidad gay”. Actualmente, ha realizados apariciones en diversos programas televisivos y eventos.
El 14 de julio de 2022 se estrenó la película que pratogonizó, La verdad de Xanaxtasia. Esta cinta es un falso documental que, en tono de parodia, humor ácido y sarcasmo, hace un recorrido por la vida de Xanaxtasia, una presunta diva reconocida en el mundo entero. La película tiene la estética de E! True Hollywood Story. Además de Xanaxtasia, actúan en esta cinta Jely Reategui, Carlos Carlín, Renzo Schuller, Gisela Ponce de León, Fiorella Rodriguez, Mónica Torres, Jaime Choca Mandros, Anaí Padilla, Zagaladas, Maykol Show, Javiera Arnillas, TontaQueen, Percy Pls, Salandela, BlackVelour, Koky Belaunde y Marina Kapoor.
En 2023 Xanaxtasia fue presentada en el programa El gran chef famosos para ayudar a Fiorella Rodríguez en el segundo reto del programa. Sin embargo, durante toda la elaboración del segundo reto Xanaxtasia solo se la veía caminando por la estación de la concursante, sin ayudar a su compañera.

## Filmografía

### Televisión
| Año  | Título               | Papel      | Notas        |
| ---- | -------------------- | ---------- | ------------ |
| 2022 | Perú tiene talento   | Xanastasia | Participante |
| 2022 | En boca de todos     | Xanastasia | Reportaje    |
| 2023 | El gran chef famosos | Xanastasia | Invitada     |

### Series web
| Año  | Título           | Papel      | Notas    |
| ---- | ---------------- | ---------- | -------- |
| 2022 | Carlin en la Red | Xanastasia | Invitada |
| 2022 | Moloko Podcast   | Xanastasia | Invitada |
| 2022 | Soy Gianotti     | Xanastasia | Invitada |

### Cine
| Año  | Título                  | Papel      | Notas        |
| ---- | ----------------------- | ---------- | ------------ |
| 2022 | La verdad de Xanaxtasia | Xanastasia | Protagonista |